# Гелена Юнкевич
Гелена Юнкевич (народилася в 1923 році в Отолчицях, померла 19 вересня 1944 року у Варшаві) - офіцерка Польської народної армії.
На початку Другої світової війни Гелена Юнкевич була ученицею гімназії в Пінську, а через два роки разом із сім'єю була депортована до трудового табору в Красноярському краї в Сибіру. У 1943 році вона скористалася амністією для переміщених осіб та подала заявку на вступ до 1-ї піхотної дивізії Тадеуша Костюшка, куди її розподілили до Незалежного жіночого батальйону ім Емілії Платер, а потім відправлена до Рязані на п’ятимісячний старшийський вишкіл. Вишкіл Гелена закінчила у званні прапорщика, була призначена командиром взводу 3-ї піхотної дивізії імені Ромуальда Травгутта, з яким вона пройшла бойовим шляхом аж до Варшави. Гелена померла від ран під час спроби форсування Вісли взводом, який намагався підтримати варшавських повстанців.
Гелена була одним із персонажів, смерть яких намагалася використати влада Польської Народної Республіки, створюючи пропагандистський образ боротьби за вільну, соціалістичну батьківщину (подібно до Люцини Герц).

## Поминання
В даний час про її характер згадує лише назва вулиці, дана 24 листопада 1975 року в районі Таргувек.

## Виноски
1. ↑  https://web.archive.org/web/20230513145219/https://historiamniejznanaizapomniana.wordpress.com/2015/09/19/zapomniana-helena-junkiewicz/
2. ↑  Uchwała nr 34 Rady Narodowej m. st. Warszawy z dnia 24 listopada 1975 r. w sprawie nadania nazw ulicom, „Dziennik Urzędowy Rady Narodowej m.st. Warszawy, Warszawa, dnia 30 grudnia 1975 r., nr 16, poz. 115, s. 2.